# Uczta u Wierzynka

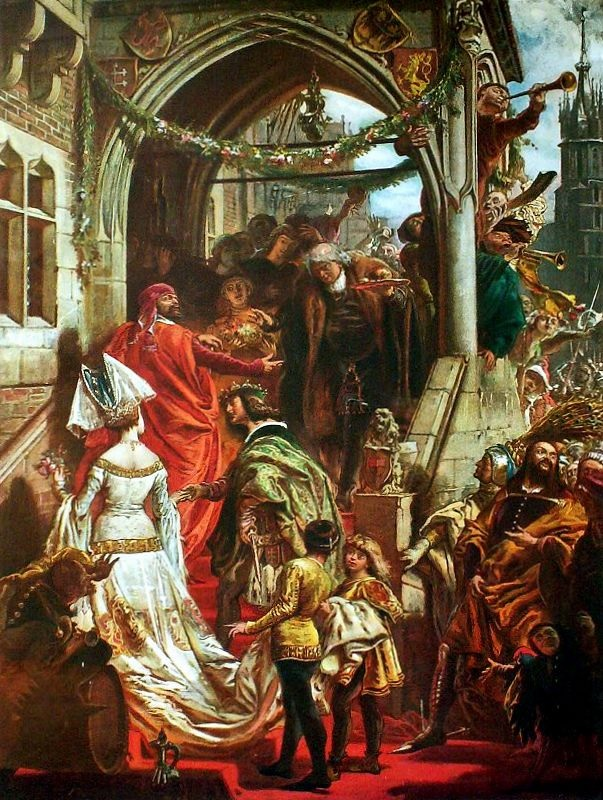
Uczta u Wierzynka, obraz Jana Matejki z 1877 roku

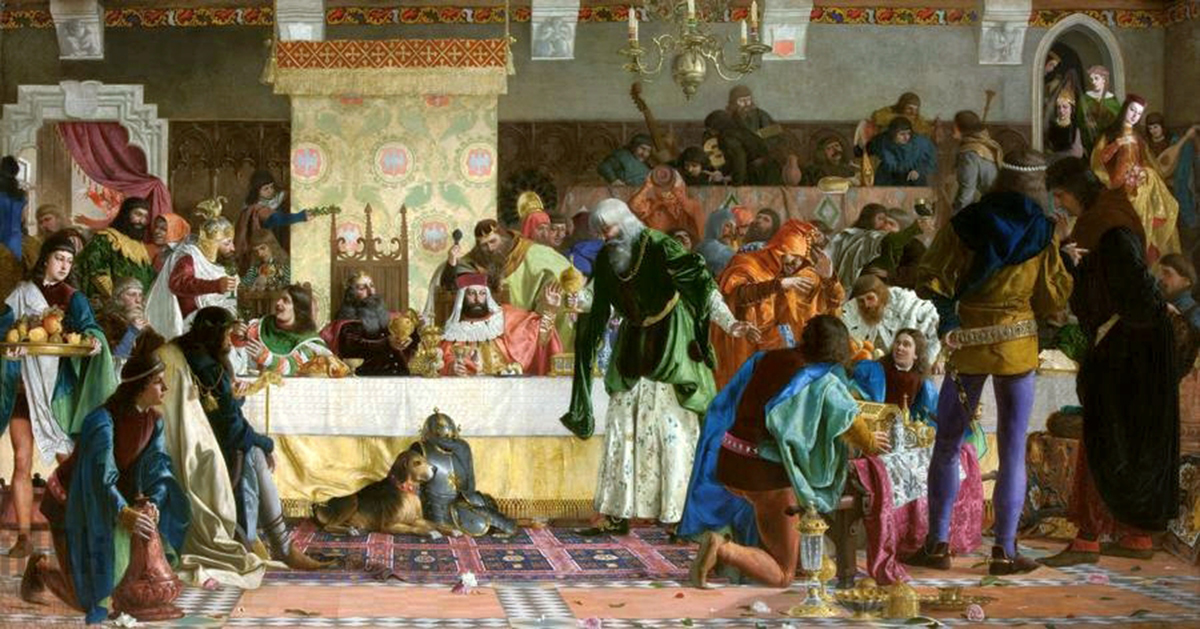
Uczta u Wierzynka, obraz Bronisława Abramowicza z 1876 roku

Uczta u Wierzynka – przyjęcie zorganizowane w Krakowie przez krakowską radę miejską i Mikołaja Wierzynka w trakcie spotkania europejskich monarchów i książąt około 22–27 września 1364, zwołanego z inicjatywy Kazimierza III Wielkiego.

## Zjazd monarchów
W zjeździe wzięli udział: cesarz (jednocześnie król czeski) Karol IV, królowie: Ludwik Węgierski, Piotr
Cypryjski, oraz liczni książęta: książę austriacki Rudolf IV Założyciel, książę mazowiecki Siemowit III, książę opolski Władysław Opolczyk, książę świdnicki Bolko II Mały, książę wołogosko-słupski Bogusław V z synem Kaźkiem słupskim, margrabiowie brandenburscy Ludwik VI Rzymianin i Otto V Leniwy. Wbrew dawnym sugestiom historyków, nieobecny był wówczas Waldemar IV duński. Pretekstem do zwołania zjazdu krakowskiego była zapewne kwestia krucjaty antymuzułmańskiej, w czym szczególnie zainteresowany był uczestniczący w uczcie król Cypru Piotr Lusignan, który podróżował po Europie w poszukiwaniu wsparcia w obronie swej wyspy. W rzeczywistości głównym przedmiotem zabiegów dyplomatycznych były problemy związane z równowagą polityczną w środkowej Europie. Sam zjazd, odbyty we wspaniałej oprawie, pomyślany był także jako manifestacja potęgi i bogactwa króla polskiego, odbił się głośnym echem w Europie.

## Uczta
W czasie kongresu została wydana uczta dla jego uczestników, opisana przez Jana Długosza. Jej gospodarzem był Mikołaj Wierzynek działający zapewne w imieniu krakowskiej rady miejskiej. Król Kazimierz, zadowolony z jej wystawności i przede wszystkim z doskonałego wrażenia, jakie odebrali goście (według Długosza zostali obdarowani przez gospodarza hojnymi darami, z których najcenniejszy, dla Kazimierza, miał mieć wartość ponad 100 tysięcy florenów), przekładającego się na korzystne dla królestwa polskiego postanowienia, jakie uzgodniono przy tej okazji, nadał Wierzynkowi przywilej przyjmowania królewskich gości w jego domu.
Niepewne jest dokładne miejsce, w którym uczta się odbywała; brak dowodów na to, by miała miejsce w kamienicy Morsztynowskiej, w której dzisiaj znajduje się restauracja Wierzynek. Niewykluczone, że miejscem uczty była kamienica Szara lub jeden z domów przy ulicy św. Jana.